# Jon Husted
Jon Allen Husted, född 25 augusti 1967 i Royal Oak i Michigan, är en amerikansk republikansk politiker som sedan den 21 januari 2025 är ledamot i USA:s senat där han representerar delstaten Ohio. Han har även tidigare tjänstgjort som Ohios viceguvernör.

## Biografi
Husted föddes i Detroit-området 1967 och adopterades omedelbart bort. Han har uppgett att hans biologiska far inte ville ha honom medan hans biologiska mor inte var i stånd att ta hand om honom. Han blev adopterad av Jim och Judy Husted och växte upp i Montpelier, Ohio, som äldst av tre barn. Hans far arbetade som maskinoperatör. Husted anger sin erfarenhet av att ha blivit adopterad som barn som är grunden till hans starka motstånd mot abort.
Husted tog examen från Montpelier High School 1985. Han tog senare både en kandidatexamen och en masterexamen från University of Dayton, där han spelade i Dayton Flyers Football-lag. Under hans sista år vann laget 1989 NCAA Division III National Championship Game i Phenix City, Alabama.